# جان دگرانژ
جان دگرانژ (انگلیسی: Jean Desgranges; ۲۲ آوریل ۱۹۲۹ – ۱۰ مارس ۱۹۹۶) بازیکن فوتبال اهل فرانسه بود.
از باشگاه‌هایی که در آن بازی کرده‌است می‌توان به باشگاه فوتبال لانس، باشگاه فوتبال نانت، و باشگاه فوتبال متس اشاره کرد.
وی همچنین در تیم ملی فوتبال فرانسه بازی کرده‌است.